# Olga Petit

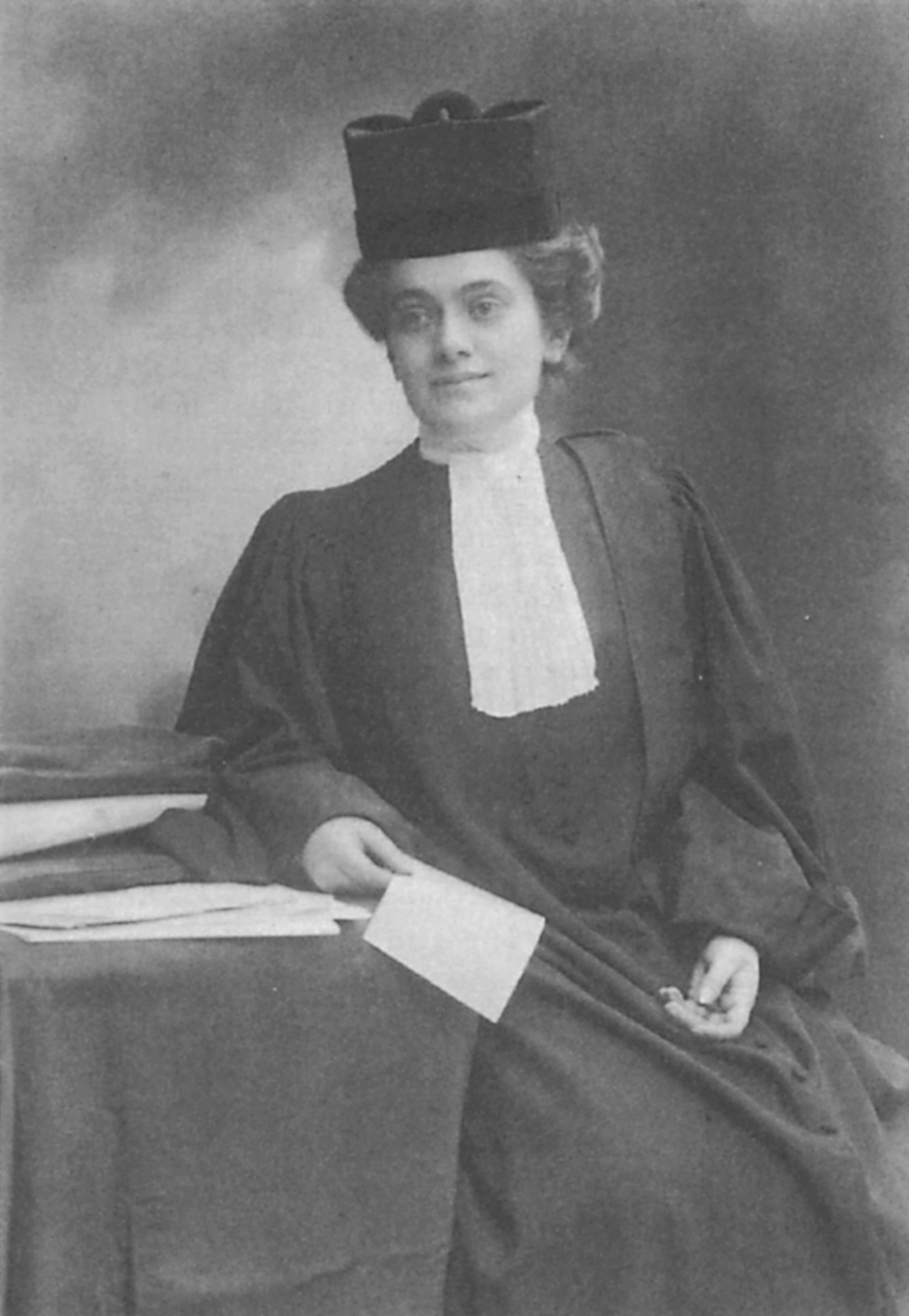
Sophie Balachowsky-Petit 1900

Sophie Balachowsky-Petit, geboren als Scheïna Léa Balachowsky, genannt Olga Petit, (* 16. März 1870 in Korsun; † 2. Juni 1966 in Paris) war die erste Frau, die in Frankreich als Rechtsanwältin zugelassen wurde. Sie wurde auch bekannt für ihre Unterstützung russischer Emigranten nach der Oktoberrevolution.

## Leben

### Familie

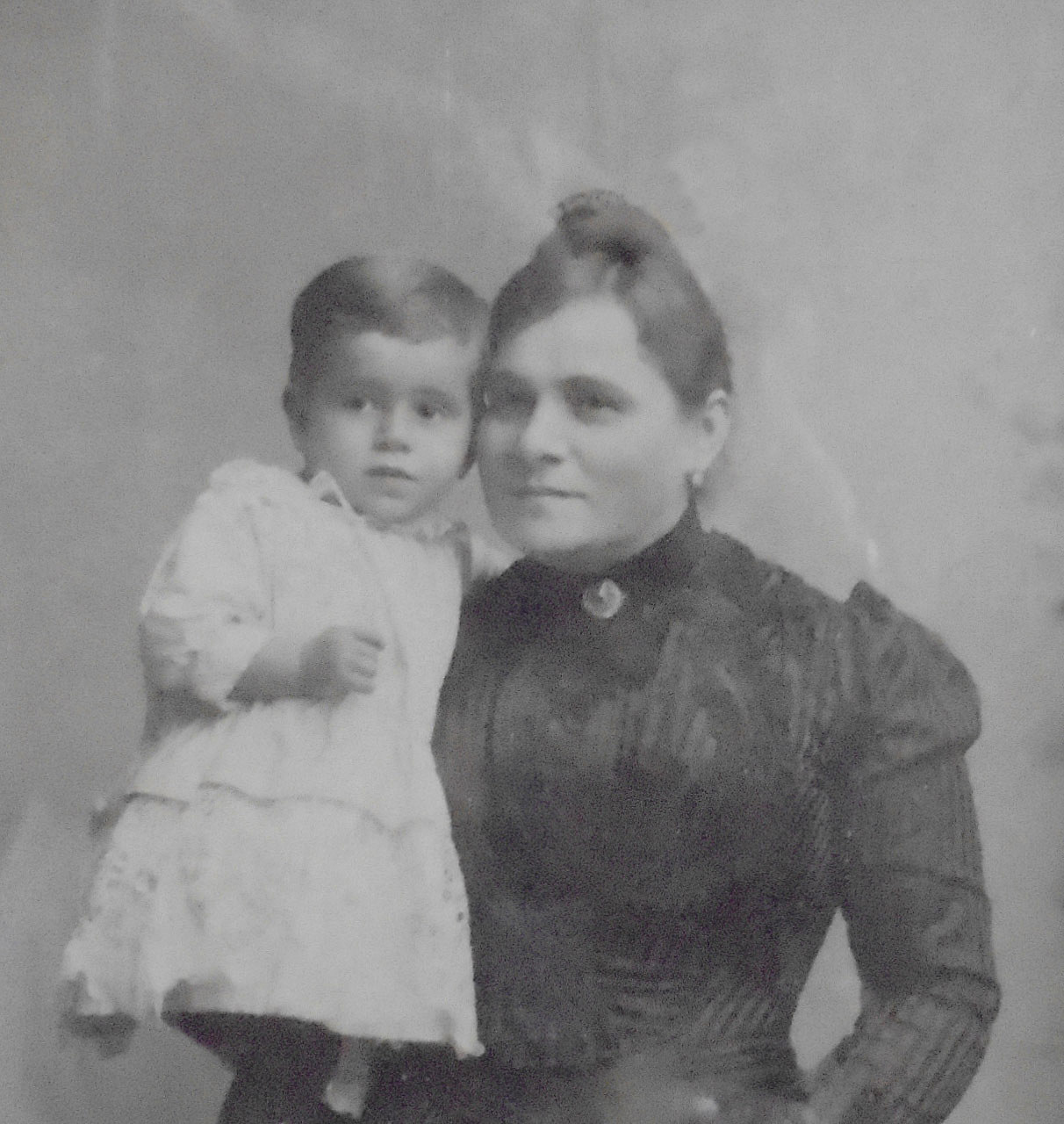
Clara Balachowsky

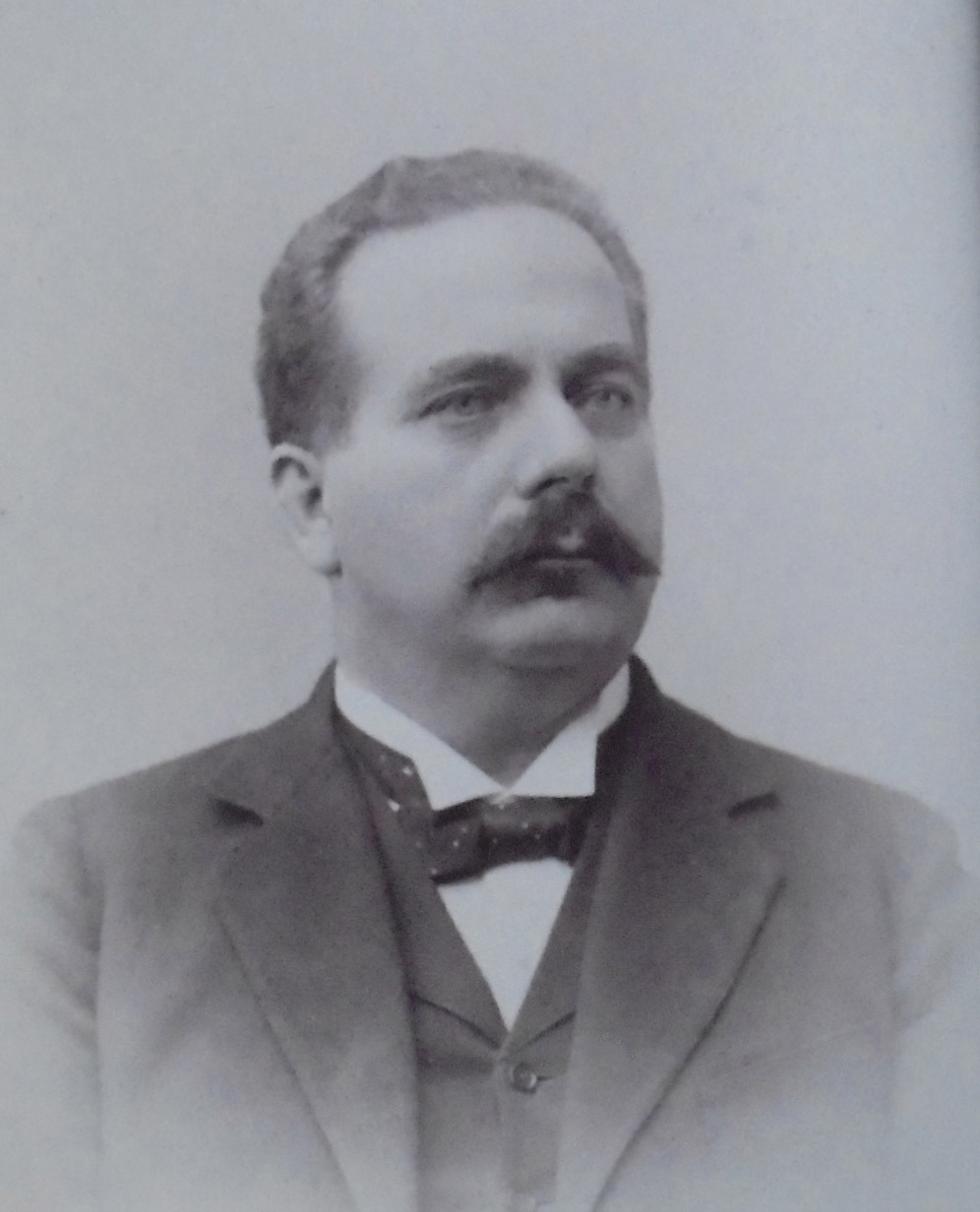
Herz Balachowsky

Sophie Balachowsky-Petit wurde in Korsun in Russland, dem heutigen Korsun-Schewtschenkiwskyj in der Ukraine, geboren. Ihr Geburtsname war Scheïna Léa Balachowsky, was in Frankreich später zu Sophie oder auch Sonia wurde. Auch die Namen Olga, Grigorievna und Herzovna werden erwähnt. Ihre Eltern waren Herz Balachowsky, ein Industrieller aus Kiew, der am 23. Juli 1917 in Kiew starb, und Clara Balachowsky (geborene Sklovsky). Ihr Bruder, Daniel Gregorowitsch Balachowsky, war französischer Konsularagent in Kiew; er war mit der Schwester des Philosophen Leo Schestow verheiratet. Ihr Bruder Arnold Balachowsky, ein Agrarwissenschaftler, heiratete die Französin Aménaïde Charlotte de Féraudy; deren Sohn, Professor Alfred-Serge Balachowsky, war ein bedeutender Entomologe und Widerstandskämpfer im Zweiten Weltkrieg.

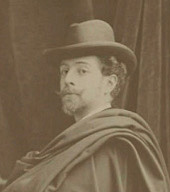
Eugène Petit

Während ihres Studiums war sie mit dem Narodnik Pjotr Lawrowitsch Lawrow befreundet und machte die Bekanntschaft von Laura Lafargue, der Tochter von Karl Marx, und deren Ehemann Paul. Am 28. Mai 1896 heiratete sie Eugène Petit (1871–1938), einen Anwalt am Cour d'appel de Paris (Berufungsgericht).

### Künstlerisches Schaffen
Sophie Balachowsky schrieb in jungen Jahren eine Reihe von Theaterstücken und einige Romane. Das bekannteste ihrer Theaterstücke, Fantômes de la Vie ou Mirra, wurde in den ersten Jahren des 20. Jahrhunderts von Pawel Gaideburows Theatergruppe aufgeführt.

### Erste Anwältin in Frankreich
Sophie Petit-Balachowsky studierte Jura an der Faculté de droit de Paris (Sorbonne). Sie verteidigte ihre rechtswissenschaftliche Dissertation: Das Gesetz und das Dekret in Staaten ohne Trennung von Legislative und Exekutive. Der erste Teil ihrer Dissertation ist ein historischer Überblick über Gesetz und Verordnung, gefolgt von einer Analyse der Gesetze und Edikte (Ukas) in Russland und schließlich einer Untersuchung der Gesetze und Verordnungen im alten Frankreich und in England vor 1688.
Am 1. Dezember 1900 wurde der Anwaltsberuf für Frauen geöffnet, nachdem die Juristin und Feministin Jeanne Chauvin bereits 1897 versucht hatte, eine Vereidigung zu erlangen. Am 6. Dezember 1900 legte sie im Alter von dreißig Jahren als erste französische Frau ihren Eid als Anwältin ab. Die Vereidigung fand vor der 1. Kammer des Berufungsgerichts von Paris statt.
In der Folge trat Sophie Balachowsky-Petit auch als Prozessanwältin auf. Manchmal war sie die Hauptanwältin, während ihr Ehemann eine untergeordnete Rolle spielte; eine Regelung, die damals für einige Überraschung sorgte. Britische Zeitungen bemerkten, dass das Gericht von ihrem intelligenten und praktischen Plädoyer beeindruckt war.

### Eugène Petit während der russischen Revolution
Eugène Petit sprach fließend russisch und war durch seine Ehefrau, deren Bruder Daniel (Konsularagent) und seinen Onkel Théophile Delcassé – dieser war zwischen 1898 und 1915 mehrfach Außenminister und 1913 französischer Botschafter in Russland – in die französisch-russische Diplomatie eingebunden. Er vertrat von 1916 bis 1918 die französische Regierung in wirtschaftlichen Angelegenheiten in Petrograd.
Nach der Revolution wurde er 1917 zum Verbindungsmann zwischen der provisorischen russischen Regierung und der französischen Regierung, um Russland auf der Seite der Alliierten gegen Deutschland zu halten und den Einfluss der Bolschewiki zu neutralisieren. Auch Sophie Balachowski-Petit setzte sich über ihre Kontakte in Russland und Frankreich aktiv für die gleichen Anliegen wie ihr Mann ein. Aus eigenen Mitteln unterstützte sie eine Mission nach Russland, um die französischen Kriegsanstrengungen zu erläutern.
Eugène Petit schickte fast täglich offizielle Schreiben und Berichte sowie Briefe an seine Frau nach Frankreich, die eine wichtige Chronik der beiden russischen Revolutionen von 1917 darstellen.

### Wirken während der russischen Emigration

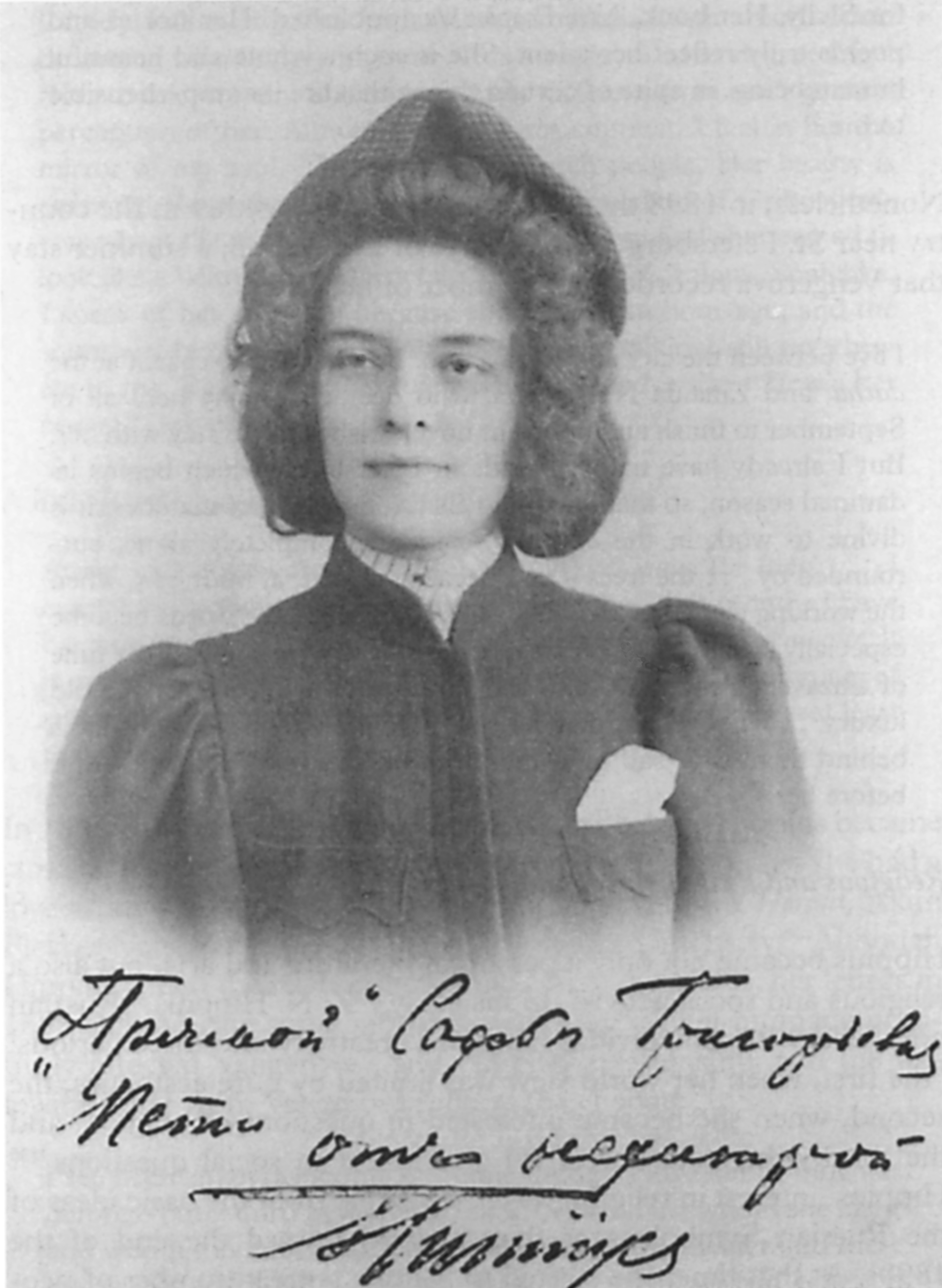
Sinaida Hippius ca. 1900

Sophie Balachowsky-Petit kannte die meisten russischen Intellektuellen und Politiker, die nach der Revolution nach Frankreich auswanderten und half vielen von ihnen, ihre Genehmigungen und Visa zu erhalten. So besorgte sie beispielsweise Aufenthaltsgenehmigungen für den Philosophen Leo Schestow und seine Familie, für Iwan Bunin, der als erster Russe den Literaturnobelpreis erhielt, die Dichterin und Schriftstellerin Sinaida Hippius und den Philosophen Nikolai Berdjajew. Sofia Balachowsky-Petit und Eugene Petit spielten „eine äußerst wichtige Rolle im Leben“ von Hippius und Dmitri Mereschkowski, indem sie sie in die politischen, literarischen und theatralischen Kreise Frankreichs einführten.
In ihrem Haus organisierte sie Treffen mit zahlreichen Intellektuellen und politischen Persönlichkeiten. Vladimir Nabokov schrieb an seine Frau: „Wir haben bei Balaschowski-Petit zu Mittag gegessen, mit Aldanow, Maklakow, Kerenski, Bernatski.“ Am 24. März 1937 schrieb er an seine Frau: „Sofja Grigorjewna Petit bietet mir eine Arbeit an, die ich natürlich annehmen werde: die Übersetzung eines französischen Buches ins Englische.“
Zu den Musikern, die seinen Salon besuchten, gehörten Nicolas Slonimsky (Sophie Balachowsky half Slonimsky und seiner Frau, ihr französisches Visum zu bekommen) und Sergei Kussewizki.
Über Eugène und Sophie Petit wurde gesagt, dass „der Ehemann und die Ehefrau Menschen von außergewöhnlicher Intelligenz waren. Gemeinsam haben sie eine unauslöschliche Spur in den politischen und kulturellen Beziehungen zwischen Frankreich und Russland zu Beginn des 20. Jahrhunderts hinterlassen“.
Sophie Balachowski-Petit übergab dem französischen Nationalarchiv die Briefe von etwa 120 russischen Emigranten aus der Welt der Politik (z. B. Alexander Kerenski, Boris Sawinkow, Wera Figner), der Literatur (Konstantin Balmont, Iwan Bunin, Sinaida Hippius) und der Philosophie (Nikolai Berdjajew).

### Späte Jahre
Eugène Petit starb 1938. Alfred Barachowsky war in der Résistance aktiv. Er wurde 1943 verhaftet und zwei Jahre im KZ Buchenwald inhaftiert, wo er weiterhin im Widerstand tätig war. Alfreds Frau stand weiterhin in Kontakt mit der Résistance.
Sophie Balachowski-Petit starb im Alter von 96 Jahren und wurde in Paris auf dem Friedhof Passy beigesetzt. Sie vermachte der Bibliothèque nationale de France ihre Korrespondenz mit literarischen und politischen Persönlichkeiten sowie die ihres Mannes Eugène Petit. Zahlreiche Dokumente Alexandre Dumas’, die der Sohn Alexandre Dumas geerbt hatte und die zum großen Teil die Grundlage für die Biographie der Familie Dumas von André Maurois bildeten, wurden ebenfalls gestiftet. Die Sammlung Balachowski-Petit der Bibliothèque nationale umfasst auch eine bedeutende Sammlung von mehr als hundert Briefen von Madame de Staël.